# Cmentarz komunalny w Prudniku
Cmentarz komunalny w Prudniku – zabytkowy cmentarz w Prudniku oddany do użytku w 1850 roku.

## Lokalizacja
Cmentarz położony jest przy ulicy Tadeusza Kościuszki 19. Od wschodu cmentarz graniczy z Parkiem Miejskim, na zachodzie przylega do ulicy Grunwaldzkiej, a od południa do ulicy Żołnierskiej.

## Historia

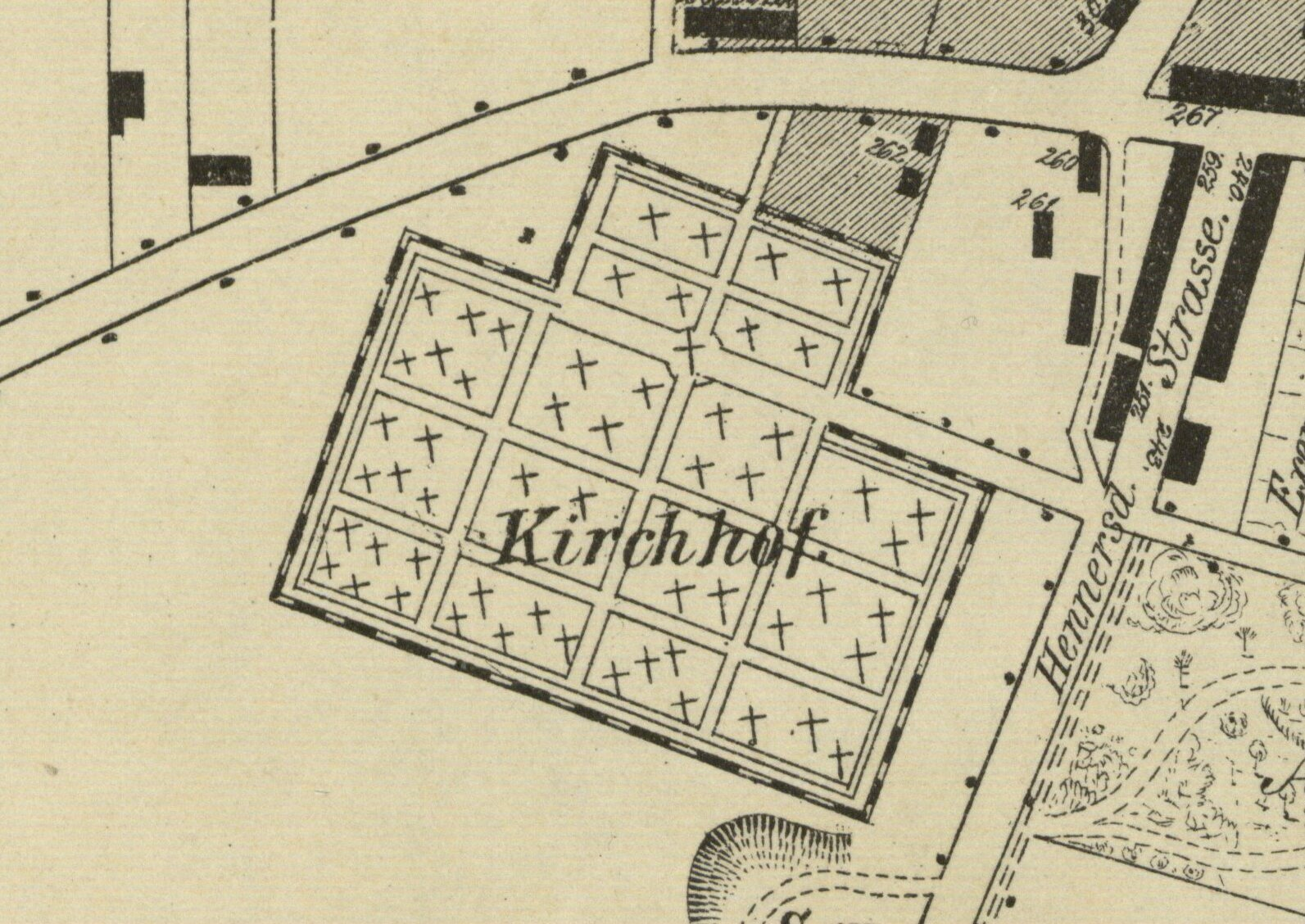
Cmentarz na planie Prudnika z 1890

Prace przy budowie cmentarza trwały 3 lata (1848–1850). Położenie kamienia węgielnego pod cmentarz miało miejsce 30 kwietnia 1849. Wcześniej mieszkańców miasta chowano wokół byłego kościoła kapucynów, który znajdował się w pobliżu obecnej hali sportowej I Liceum Ogólnokształcącego (ul. Gimnazjalna). Jeszcze wcześniej mieszkańców chowano wokół kościoła św. Michała Archanioła. Przestępców skazanych na śmierć zagrzebywano przy miejscu wykonania kary – na Szubienicznej Górze.

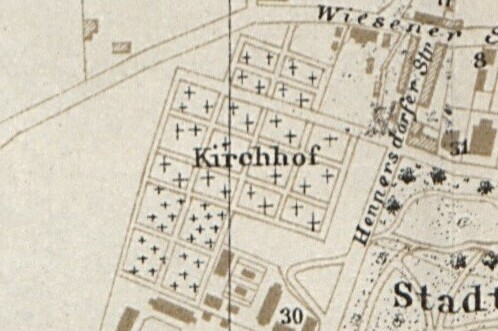
Cmentarz na planie Prudnika z 1908

Nowy cmentarz, znajdujący się przy ul. Kościuszki, od chwili powstania był nekropolią komunalną, na której grzebani mogli być wszyscy obywatele miasta bez względu na religię. Jedynie Żydzi chowali ciała zmarłych na własnym cmentarzu przy ul. Kolejowej. Cmentarz komunalny został poświęcony w Święto Zmarłych w 1850. Wówczas na cmentarz udały się dwie procesje – katolicka i ewangelicka. Dziekan Edward Poppe poświęcił cmentarz według obrządku katolickiego, a pastor Rampold – ewangelickiego. Alejki cmentarne zostały obsadzone lipami, w odległości 6 m od siebie, a wokół centralnie posadowionego krzyża – co 3 m.

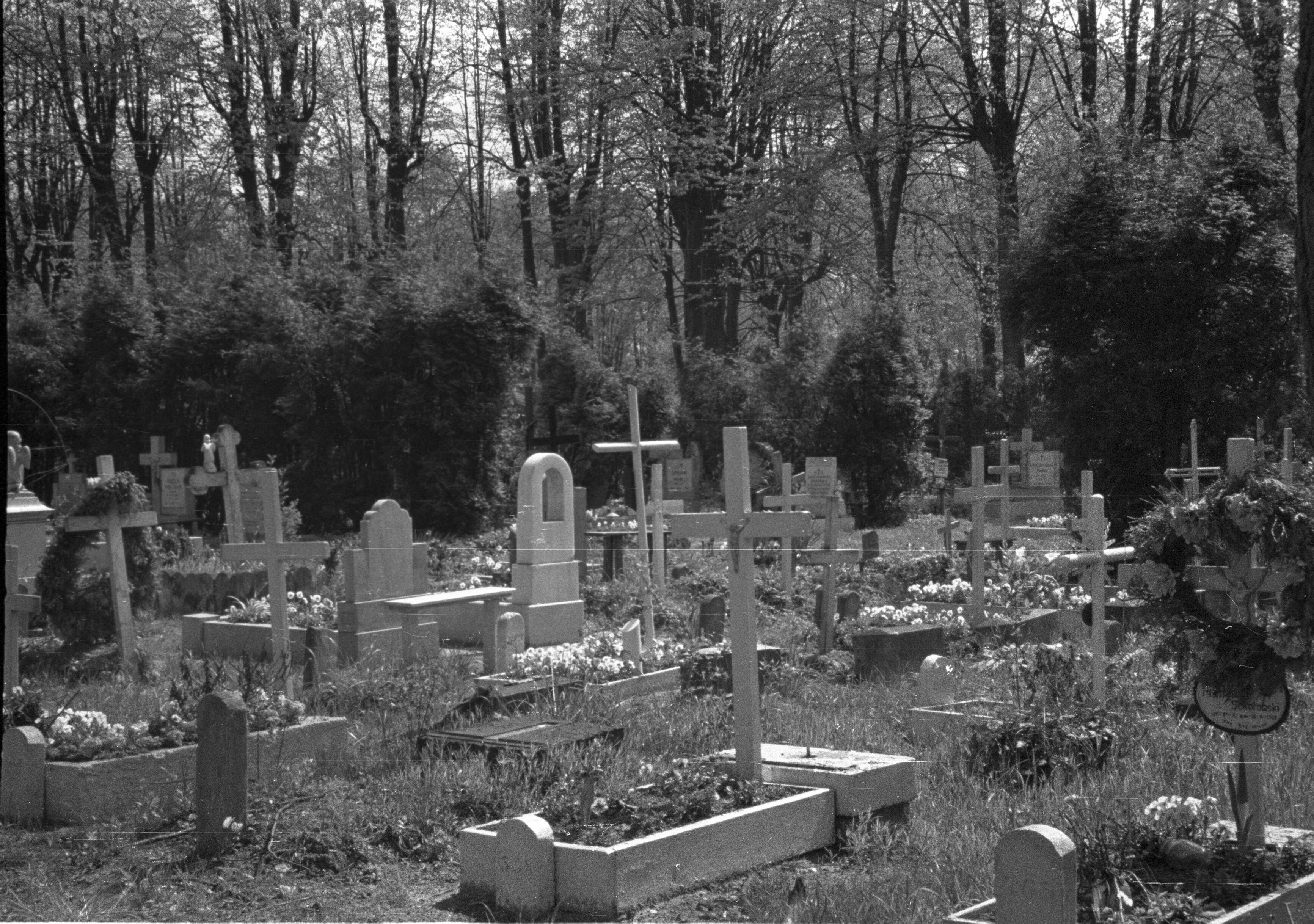
Nagrobki na cmentarzu (1962)

Od 1868 funkcję grabarza pełnił Robert Müller, którego w 1891, zastąpił policjant Knauer. Wkrótce potem zarządcą pogrzebowym został sierżant policji Rother, a po jego śmierci funkcję pełnił Friedrich Globisch. W 1888 za 9833 marki obszar cmentarza został poszerzony o 2 hektary i 20 arów, w całości liczył 7 ha i 44 a. W 1913 w celu rozszerzenia cmentarza zakupiono grunt w obszarze 5 mórg.

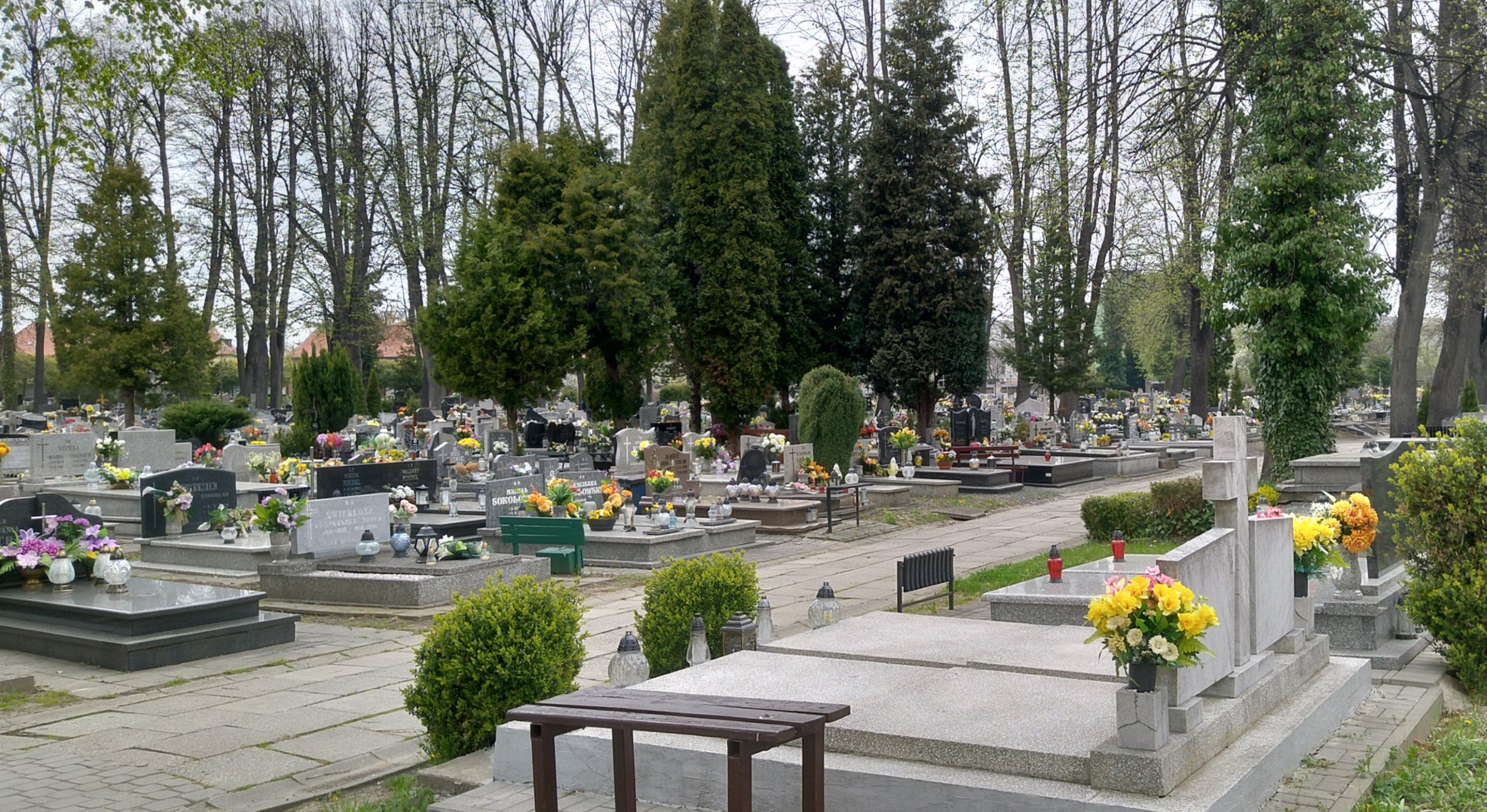
Sektory 16 i 10 (2022)

Corocznie w listopadzie od 2019 (z przerwą w 2020) Towarzystwo Historyczne Ziemi Prudnickiej organizuje na cmentarzu kwestę „Ocalić od zapomnienia”, której celem jest zebranie pieniędzy na remont pomników nagrobnych zasłużonych mieszkańców Prudnika. Za środki zebrane w latach 2019 i 2021 przeprowadzono remont pomnika polskiego działacza narodowego Filipa Roboty. W latach 2022 i 2023 kwestowano na rzecz renowacji pomnika burmistrza Paula Langego, a w 2024 na odnowę pomnika lekarza Moritza Kremsera.

## Obiekty

### Figury Jana Nepomucena i Franciszka Ksawerego
Najstarszymi obiektami na cmentarzu są dwie figury wraz z płytami postawione w narożnikach cmentarza od strony północno-wschodniej i wschodniej. Pierwsza z nich przedstawia Jana Nepomucena, a druga Franciszka Ksawerego. Dokładny czas ich powstania nie jest znany, znajdowały się na moście nad rzeką Prudnik na Dolnym Przedmieściu. Podczas budowy nowego mostu w 1855 figury zostały zdjęte, odrestaurowane i przeniesione na cmentarz. Górnośląski historyk Augustin Weltzel – autor książki poświęconej historii Prudnika (1870) – stwierdził, że posągi przedstawiają Jana Nepomucena i Jakuba Większego. Jednak w 2020, po odczytaniu inskrypcji pod pomnikiem, który miał przedstawiać świętego Jakuba, okazało się, że naprawdę przedstawia on Franciszka Ksawerego. Prof. dr hab. Rafał Rosół z Instytutu Filologii Klasycznej Uniwersytetu im. Adama Mickiewicza w Poznaniu dokonał też interpretacji napisu pod pomnikiem Jana Nepomucena. W polskim tłumaczeniu brzmi on: „Abyśmy nie zostali zalani, temu, co tobie poświęcone, sprzyjaj”.

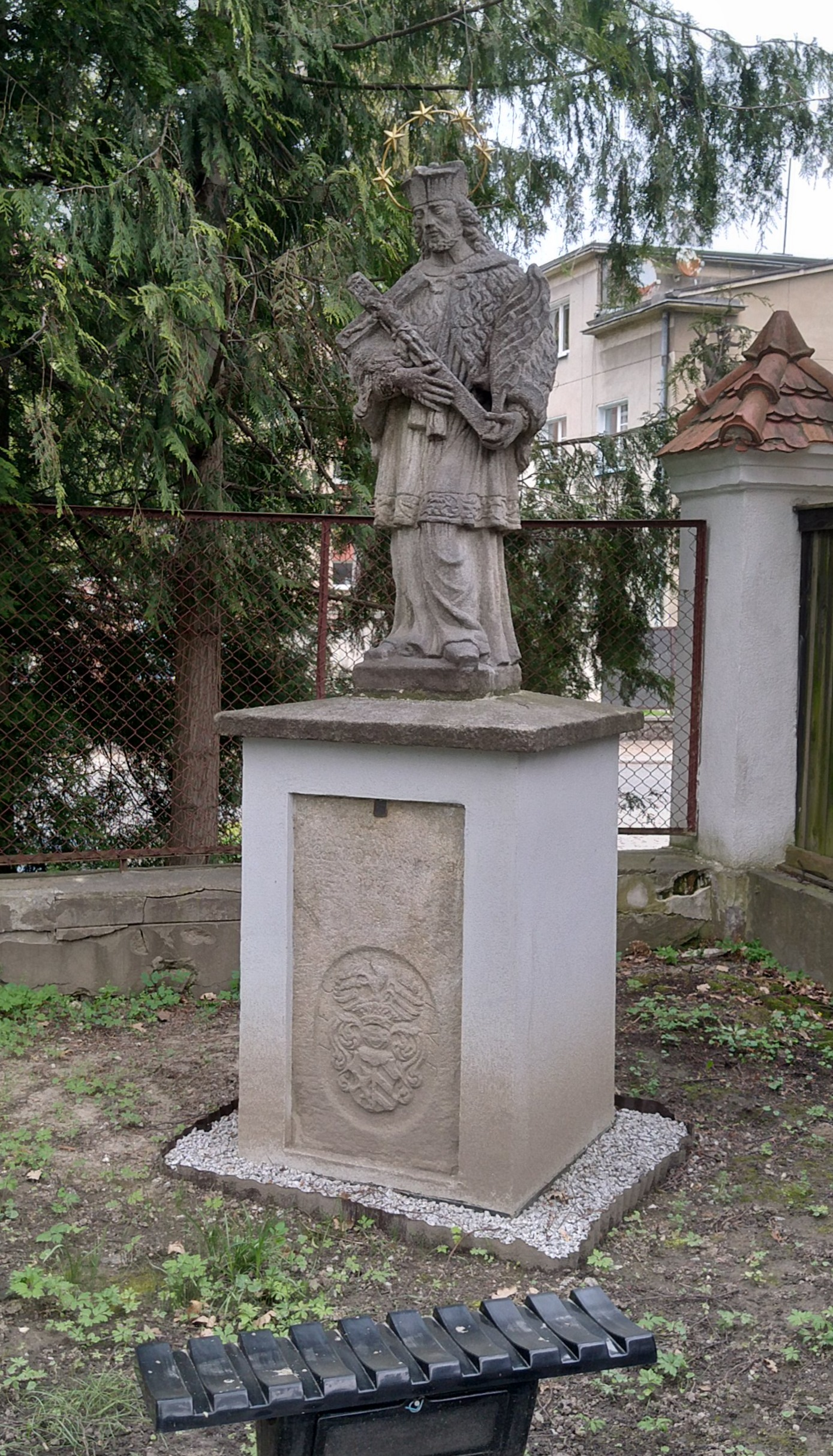
Rzeźba Jana Nepomucena
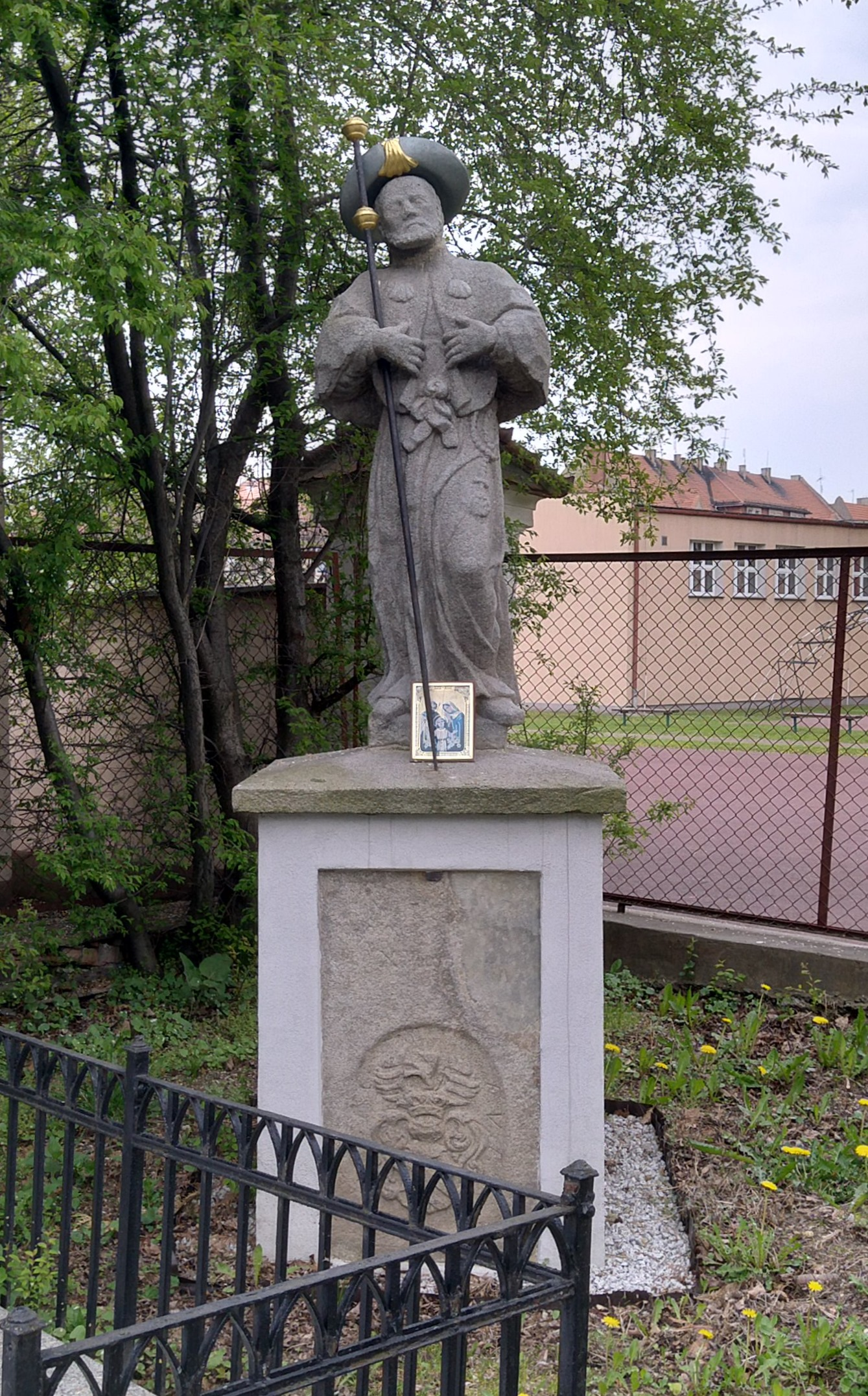
Rzeźba Franciszka Ksawerego

### Grobowiec księży

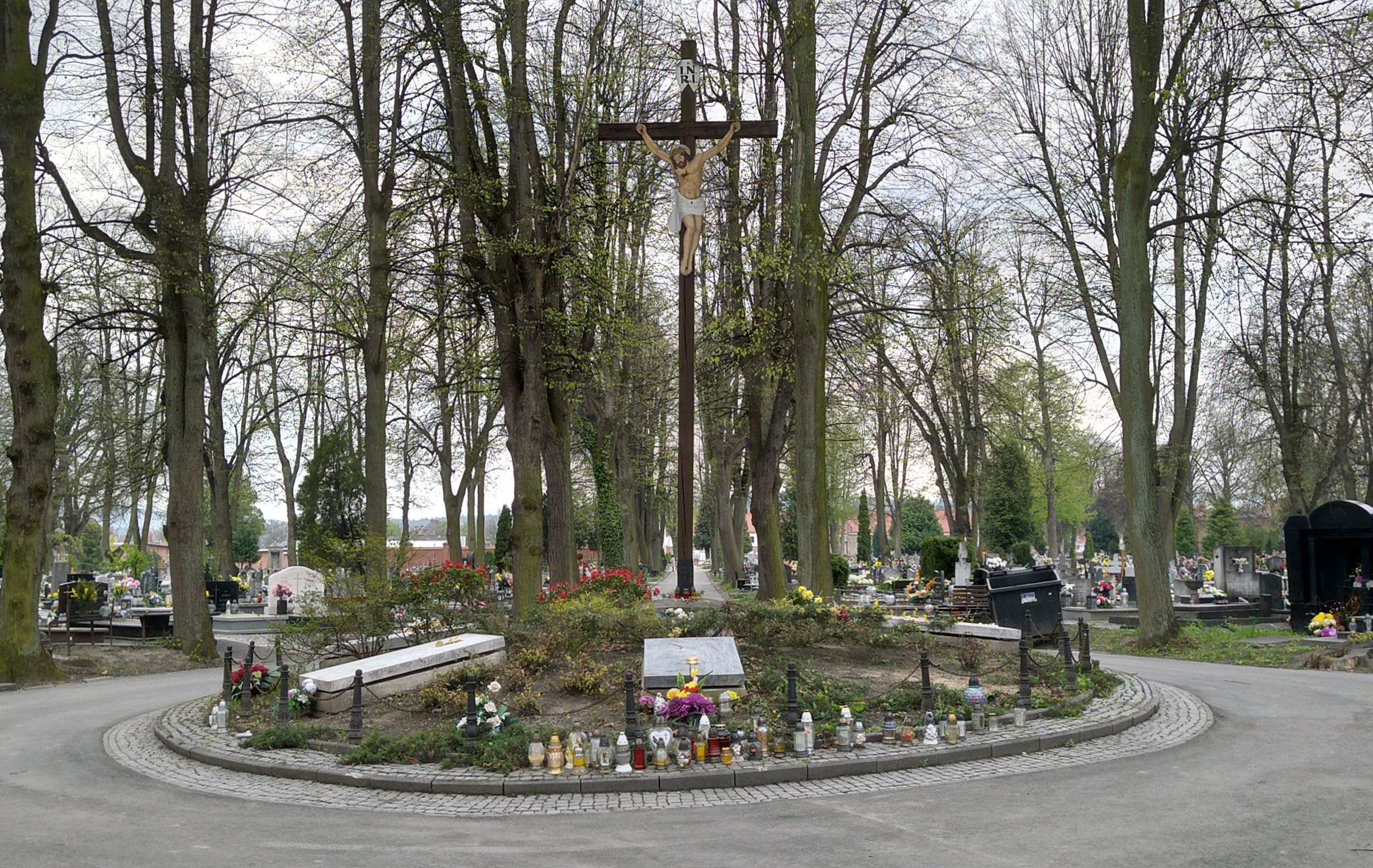
Grobowiec księży

Wokół głównego krzyża na cmentarzu komunalnym chowani są prudniccy księża. W początkowych dziejach miasta księży chowano na cmentarzu wokół kościoła parafialnego, a następnie przy ul. Gimnazjalnej. Projektanci cmentarza przy ul. Kościuszki wyznaczyli wokół głównego krzyża honorowe miejsce dla księży. Zasłużeni mieszkańcy miasta, ludzie bogaci stawiali swoje groby przy najważniejszych alejach cmentarza, jednak nigdy pod krzyżem. Wokół krzyża znajduje się dziewięć płyt nagrobnych. Pochowani tu zostali: dziekan Edward Poppe (1805–1863), ostatni śląski kapucyn Bonawentura Menzel (1780–1869), dziekan Karol Nippel (1823–1891), franciszkański koordynator prac przy budowie kaplicy Najświętszego Serca Pana Jezusa w Dębowcu Pius Bock (1827–1897), proboszcz parafii św. Jakuba Starszego w Lubrzy Jan Preissner (1846–1905), Karol Wierzba (1876–1938), proboszcz Zbigniew Krukowski (1923–1982), kapelan honorowy Jego Świątobliwości Zygmunt Nabzdyk (1930–2020). Jedna z tablic nie zawiera żadnych napisów, jedynie charakterystyczny znak księży – kielich komunijny świadczący o tym, że pochowano tu osobę duchowną.

### Pomnik Martyrologii Więźniów Oświęcimskich

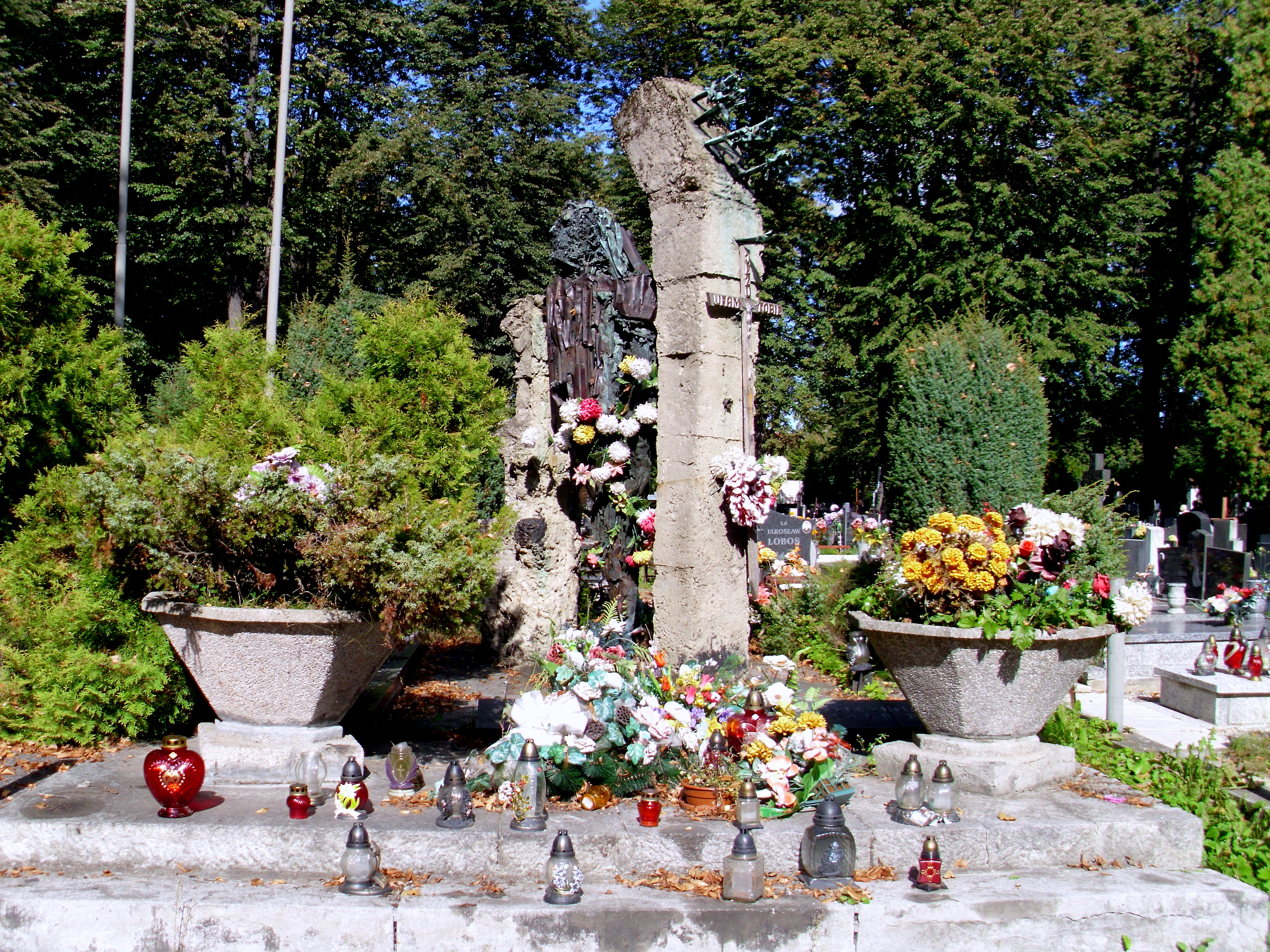
Pomnik Martyrologii Więźniów Oświęcimskich

Pomnik Martyrologii Więźniów Oświęcimskich na cmentarzu komunalnym w Prudniku powstał w 1968 w miejscu zbiorowej mogiły ofiar marszu śmierci ze stycznia 1945. Osoby pochowane w tym miejscu zostały zabite lub zmarły z wycieńczenia w okolicy Prudnika podczas ewakuacji więźniów obozu koncentracyjnego w Auschwitz-Birkenau. Ciała osób pochodzenia żydowskiego pochowane zostały na cmentarzu przy ulicy Kolejowej, natomiast pozostali – na cmentarzu komunalnym. Autorem pomnika był rzeźbiarz Marian Nowak. Pomnik przedstawia spaloną postać człowieka (wykonaną w metalu) przy słupie obozowego ogrodzenia. Inskrypcja pod pomnikiem głosiła „Tu spoczywają więźniowie wielu narodowości obozu koncentracyjnego w Oświęcimiu bestialsko pomordowani przez oprawców faszystowskich podczas ewakuacji obozu w styczniu 1945 roku”. W 2018 władze gminy Prudnik wystąpiły do Instytutu Pamięci Narodowej o zmianę treści napisu na „Pamięci spoczywających tutaj 57 cywilnych ofiar – więźniów różnej narodowości zamordowanych przez Niemców w trakcie ewakuacji obozu KL Auschwitz w styczniu 1945 r.”.

### Inne
- Pomnik poświęcony mieszkańcom Prudnika poległym w I wojnie światowej, znajdujący się w kwartale przylegającym do południowo-wschodniego narożnika cmentarza. Ma formę krzyża[4].
- Pomnik Sybiraków, położony przy głównej alejce. Jego uroczyste odsłonięcie nastąpiło w listopadzie 1997. Treść inskrypcji: „Męczennikom Sybiru okaż Panie soje miłosierdzie / symboliczna mogiła Polaków zamęczonych na nieludzkiej ziemi / 17 września 1997 Związek Sybiraków w Prudniku”; „Norylsk, Kołyma, Kazachstan, Archangielsk, Krasnojarsk, Irkuck, Ural, Komi, Workuta, Katyń, Ostaszków”[20].
- Grób nieznanego żołnierza polskiego (1945)[21].
- Grobowiec sióstr Elżbietanek (Ascelina Klein, Hadeloga Orlik, Annona Bartsch, Zofia Taudul, Celina Waluś, Franciszka Ostrzecha)[22].
- Miejsce spoczynku sióstr św. Elżbiety

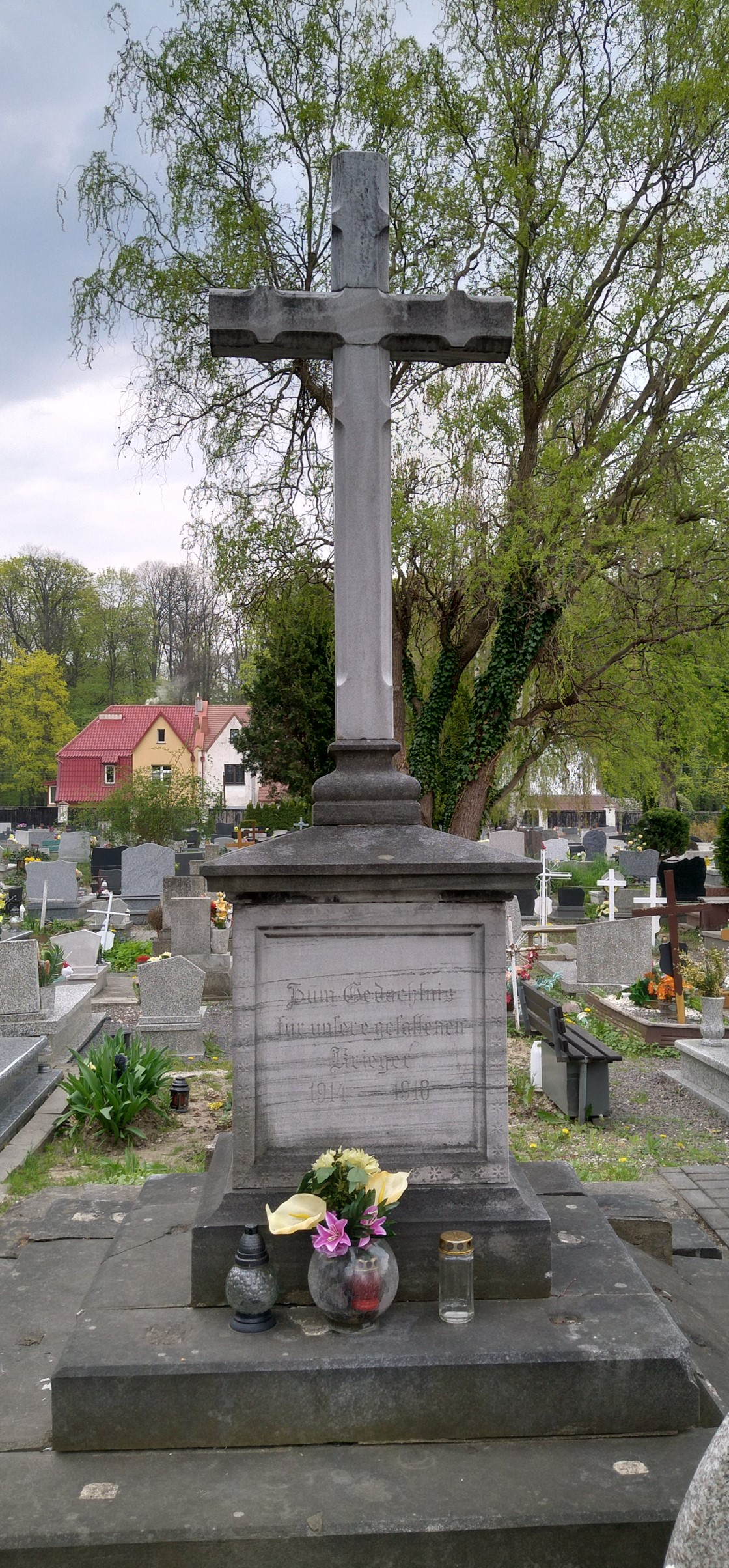
Pomnik poległych w I wojnie światowej
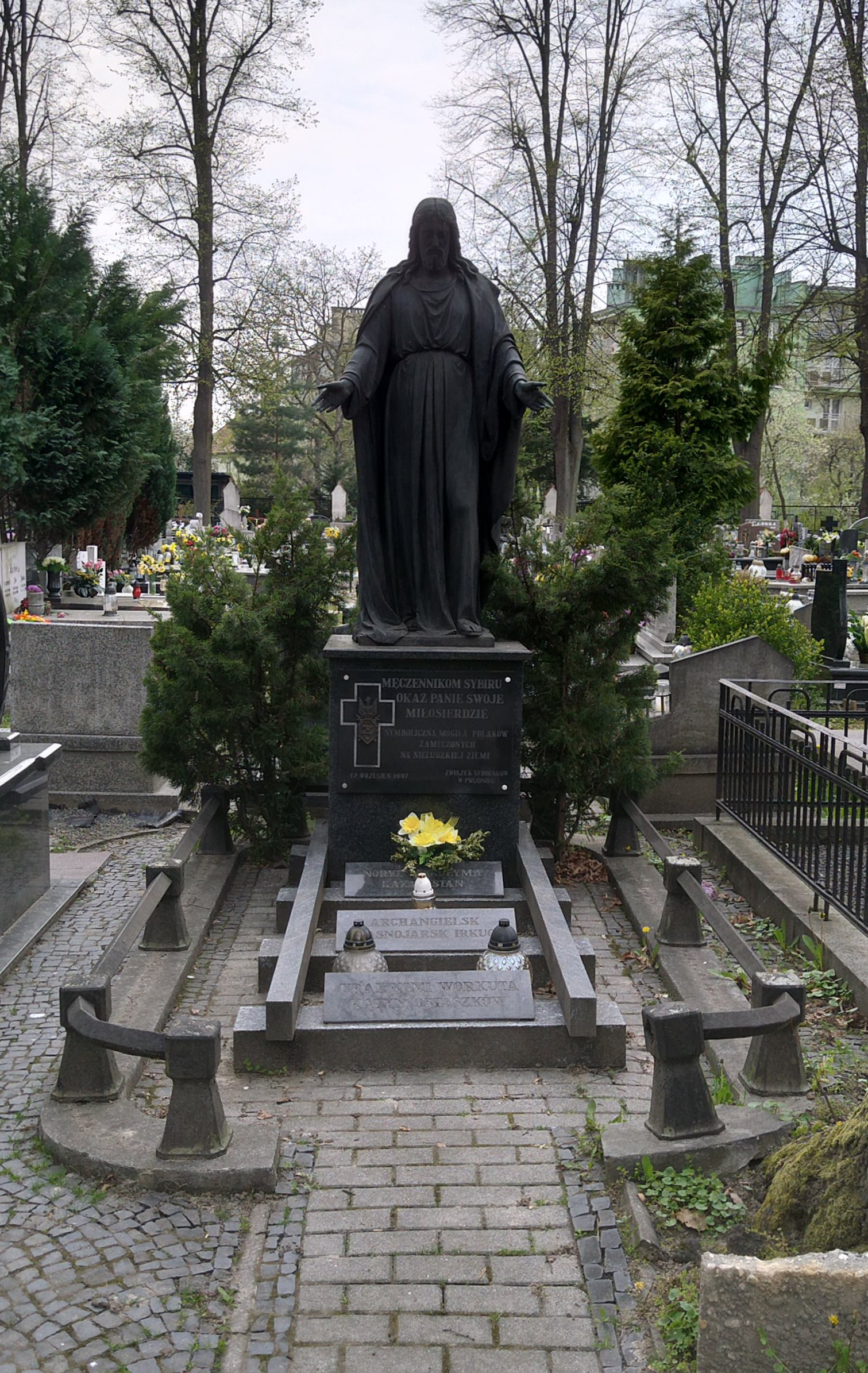
Pomnik Sybiraków
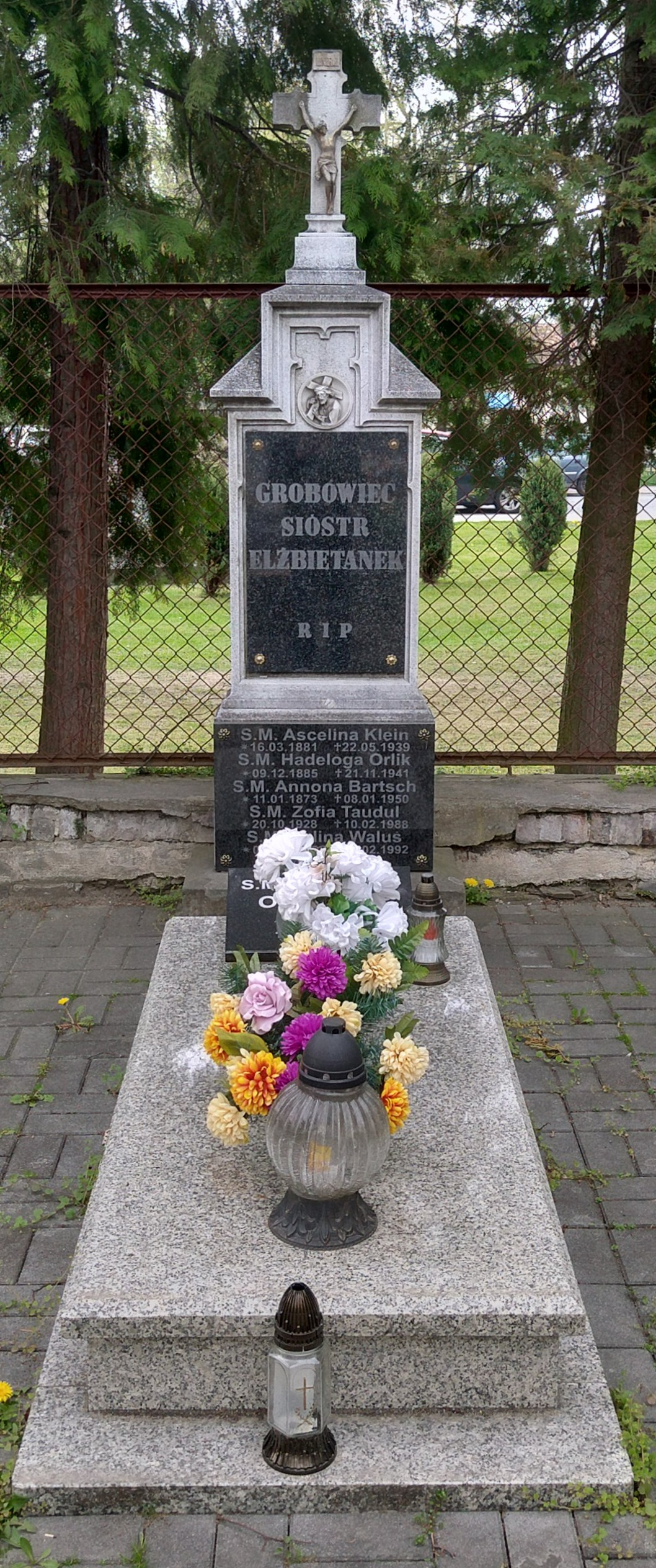
Grobowiec sióstr Elżbietanek
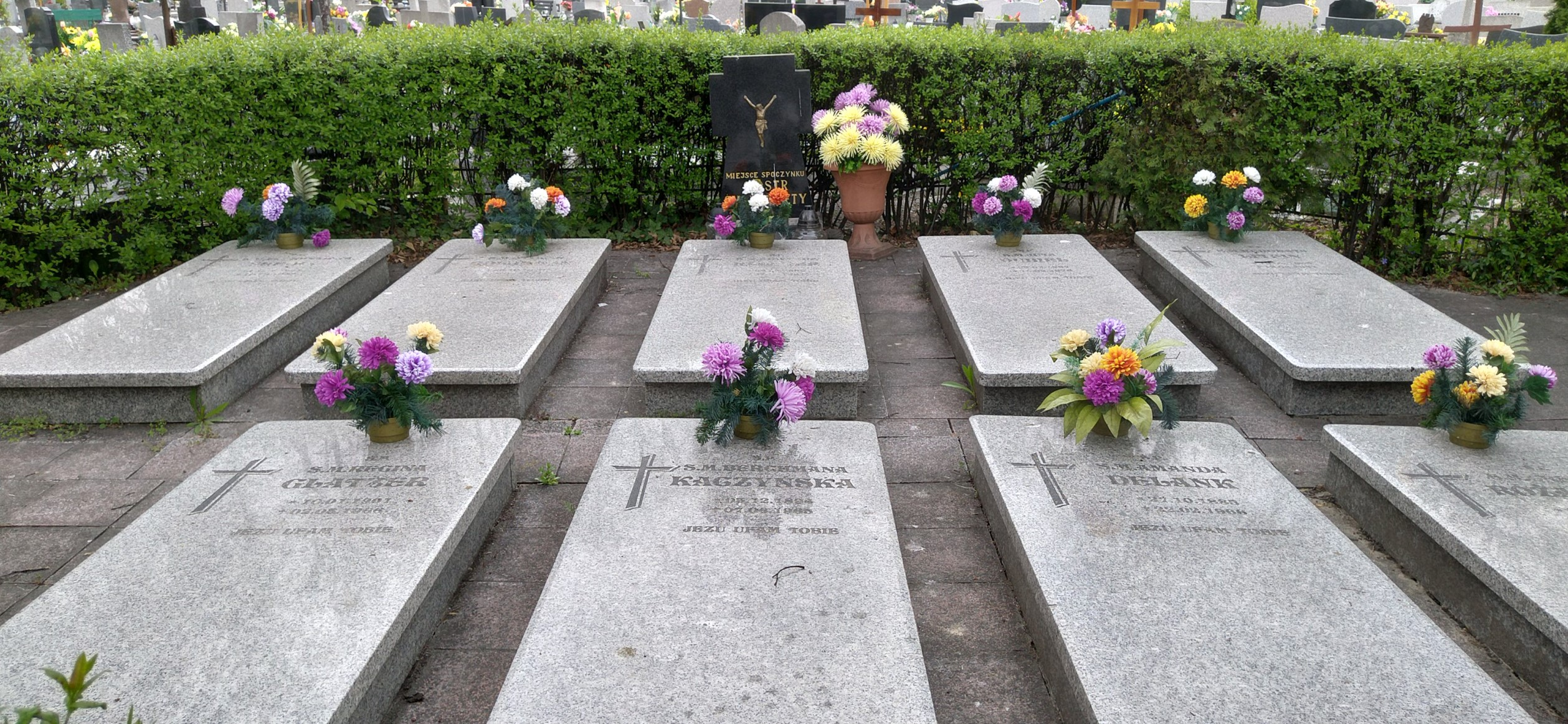
Miejsce spoczynku sióstr św. Elżbiety

## Nawiązania i odniesienia w kulturze
Bohaterowie powieści Lato umarłych snów autorstwa niemieckiego pisarza Harry’ego Thürka, przedstawiającej sytuację Niemców w Prudniku tuż po II wojnie światowej, pomagali w chowaniu na cmentarzu zmarłych mieszkańców niemieckiego getta, w tym m.in. ludzi, których zamordował Polak w przebraniu księdza. W kaplicy cmentarnej mieszkał proboszcz Weinkopf. Polacy skuwali żelazne krzyże i niemieckie napisy na grobach. W powieści opisano najstarszą część cmentarza: „Tutaj stały kamienne pomniki, które uchodziły za najpiękniejsze na nekropoli. W tej części chowano bogatych kupców, rzemieślników i urzędników. Niektórzy z nich spoczywali tutaj od ponad stu lat. Był czas, kiedy nie znano zbiorowych mogił, lecz wystawne trumny i anioły z marmuru, granitowe bloki, inskrypcje z poczerniałych na przestrzeni dziesięcioleci mosiężnych liter”.